# Kokotte (Topf)
Eine Kokotteⓘ (von französisch cocotte ‚Hühnchen‘) ist ein feuerfester Schmortopf, der zum Braten und Backen verwendet wird. Sie ist oft dekorativ geformt und bemalt. Kokotten werden aus Steinzeug, Porzellan bzw. aus (emailliertem) Gusseisen hergestellt. Dabei stellt eine Kokotte aus (emailliertem) Gusseisen hinsichtlich des Materials die hochwertigste und schwerste Version dar. Der Name Kokotte leitet sich von der ursprünglichen Verwendung zum Schmoren eines Huhns ab. Qualitativ hochwertige Kokotten werden traditionell aus Gusseisen in Frankreich hergestellt („made in France“) und sind gänzlich emailliert sowie in mehreren Größen und Farbvariationen erhältlich.
In Restaurants dienen kleine Kokotten, in denen Gerichte wie Ragouts, Suppen, Eintöpfe, Gratins oder Soufflés portionsweise zubereitet oder erwärmt werden, auch zum Servieren am Tisch. Da die Kokotten sehr heiß werden, werden sie in der Regel auf einem Platzteller oder einem geeigneten (flachen) Teller oder Holzbrett serviert.
In Kochrezepten ist der Begriff Kokotte meist gleichbedeutend mit Auflaufform oder Kasserolle. Als Dutch oven werden ähnliche Töpfe auf dem offenen Feuer benutzt.

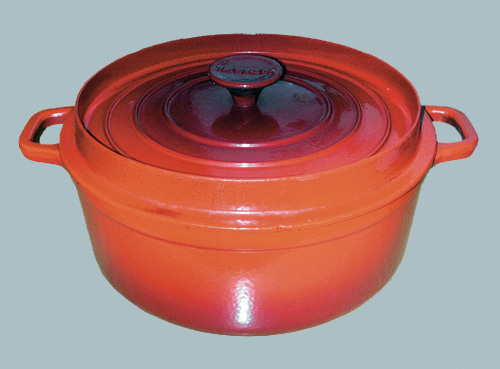
Runde Kokotte aus emailliertem Gusseisen
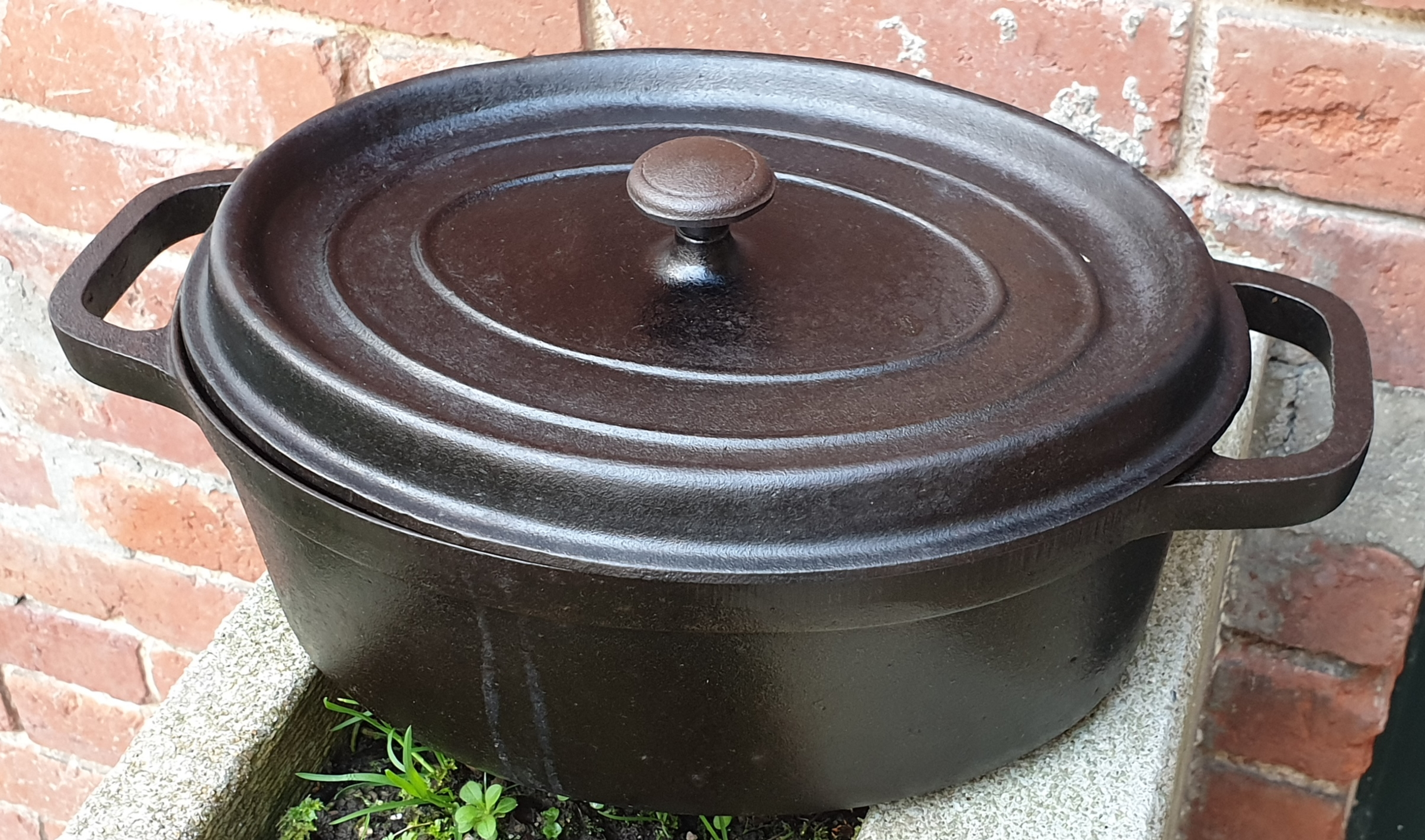
Ovale Kokotte aus emailliertem Gusseisen von Staub
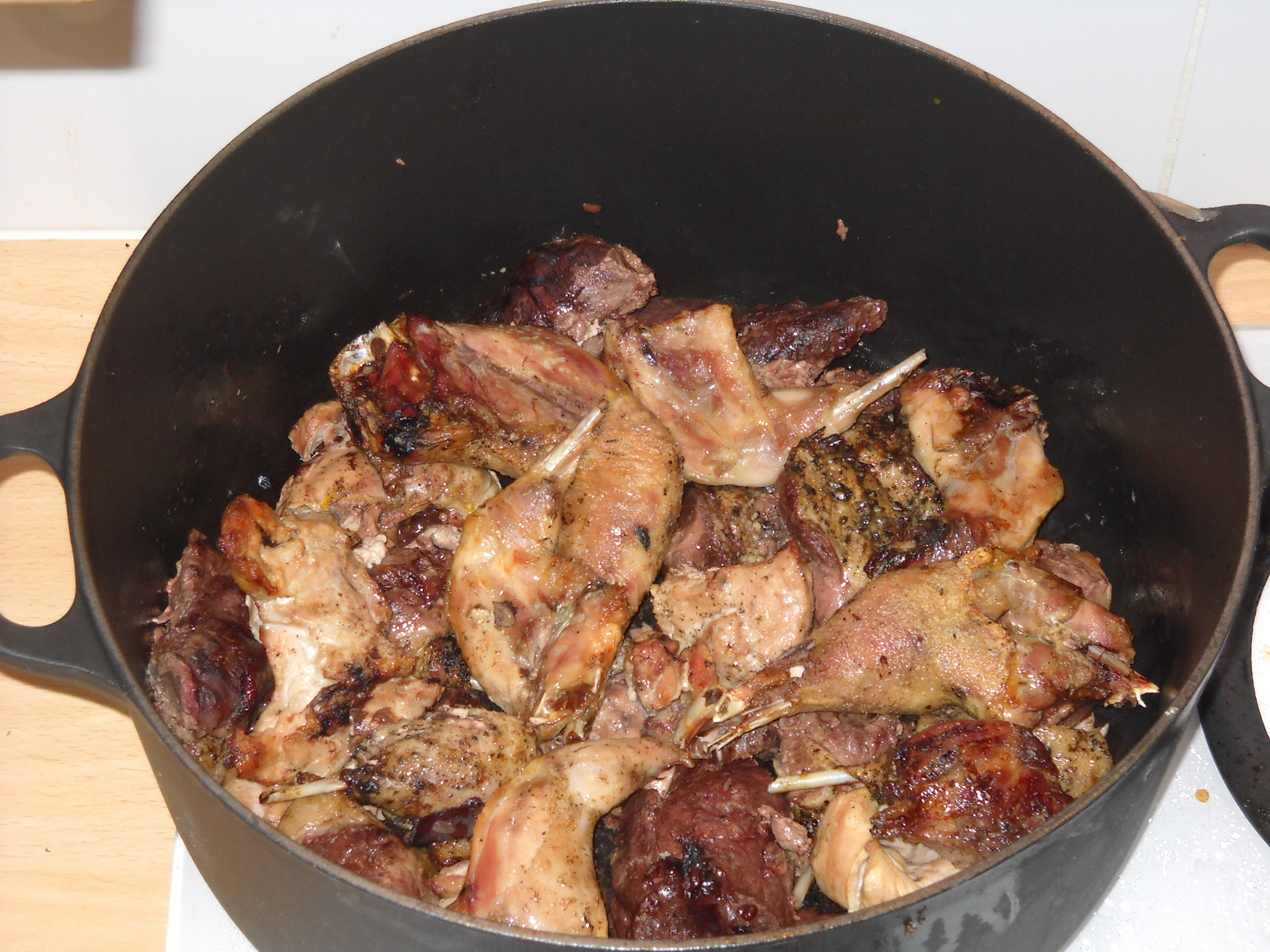
Zubereitetes Essen in einer runden emaillierten Kokotte aus Gusseisen